# Der Helicopter Coup
Der Helicopter Coup ist eine schwedische Thriller und True-Crime-Fernsehserie basierend auf dem 2017 erschienenen Roman von Jonas Bonnier über den Helikopterraub von Västberga. Nach seiner Weltpremiere beim Stockholm International Film Festival wurde Der Helicopter Coup am 22. November 2024 auf Netflix veröffentlicht. Alle acht Episoden standen ab diesem Datum gleichzeitig zum Streaming bereit.

## Handlung
Der ehemalige Gangster Rami versucht, ein neues Leben als Familienvater, Ehemann und Unternehmer zu beginnen. Zunächst verläuft alles nach Plan, bis er eines Tages in ein fragwürdiges Geschäft investiert und betrogen wird. Durch den Verlust seines gesamten Geldes gerät er in ernsthafte Schwierigkeiten, da ein Großteil der Investition aus einem Kredit eines skrupellosen Kredithais stammt. Inmitten dieser Krise trifft Rami zufällig seinen Jugendfreund Michel wieder, der ihn in einen der spektakulärsten Diebstähle Europas verwickelt: einen Hubschrauberüberfall auf den Tresorraum einer G4S-Bank. Die Serie schildert die detaillierte Planung und Durchführung dieses gewagten Coups sowie die darauf folgenden Ermittlungen, die zu einer der größten Fahndungsaktionen in der Geschichte Schwedens führten.

## Besetzung und Synchronisation
Die deutsche Synchronisation entstand bei der Synchronfirma FFS Film- & Fernseh-Synchron’'.
| Rolle            | Schauspieler    | Synchronsprecher                       |
| ---------------- | --------------- | -------------------------------------- |
| Rami Farhan      | Mahmut Suvakci  | Sebastian Winkler (Schauspieler, 1982) |
| Michel Maloof    | Ardalan Esmaili | Patrick Schröder                       |
| Leonie Hamsik    | Iskra Kostić    | Kathrin Gaube                          |
| Zoran Petrović   | Dejan Milačić   | Dominik Auer                           |
| Anders Andersson | Magnus Mark     | Christian Weygand                      |

## Episodenliste
| Nr. | Deutscher Titel             | Originaltitel             | Erstveröffentlichung |
| --- | --------------------------- | ------------------------- | -------------------- |
| 1   | Beste Freunde               | Bästa vänner              | 22. Nov. 2024        |
| 2   | Der weiße Wal               | Den vita valen            | 22. Nov. 2024        |
| 3   | Der Teufel steckt im Detail | Djävulen bor i detaljerna | 22. Nov. 2024        |
| 4   | Katz und Maus               | Katt och råtta            | 22. Nov. 2024        |
| 5   | Einen Tsunami auslösen      | Göra Tsunami              | 22. Nov. 2024        |
| 6   | Es ist soweit               | Showtime                  | 22. Nov. 2024        |
| 7   | Die Jagd                    | Jakten                    | 22. Nov. 2024        |
| 8   | Der Sonne zu nah            | För nära solen            | 22. Nov. 2024        |

## Rezeption
Auf der Filmdatenbank IMDb erzielt die Serie eine solide Bewertung von 7,4 von 10 Punkten, basierend auf 4004 Stimmen (Stand: 29. Dezember 2024). Oliver Armknecht kommt auf Film-Rezesionen.de zu dem Schluss: “Wer konstanten Nervenkitzel sucht, ist daher vermutlich falsch. Das hier ist deutlich geerdeter und auch darum bemüht, authentischer zu sein. Die Räuber sind einfallsreich, ohne dass es dabei zu absurden Konstrukten wie bei Ocean’s Eleven kommt.”

## Produktion
Die Serie wurde von B-Reel Films produziert, nachdem Jake Gyllenhaals Produktionsfirma Nine Stories Productions die Pläne für eine Filmadaption des Stoffes nie verwirklichte, obwohl man bereits die Rechte dazu erworben hatte. Die Dreharbeiten begannen in Stockholm im März 2023 unter der Regie von Daniél Espinosa.